# Paul Otellini
Paul S. Otellini (San Francisco, California; 12 de octubre de 1950-2 de octubre de 2017) fue un empresario y ejecutivo de tecnología estadounidense, presidente de Intel hasta mayo de 2013, cuando fue sustituido por Brian Krzanich. También fue miembro de la junta directiva de Google.

## Primeros años y educación
Su familia era de origen italiano. Se graduó en St. Ignatius College Preparatory, obtuvo un título de grado en economía de la Universidad de San Francisco en 1972.

## Empleo en Intel
Ingresó a la empresa Intel en 1974 y comenzó a ocupar cargos ejecutivos desde 1994. Fue CEO de la compañía entre 2005 y mayo de 2013. Consiguió que Apple adoptase los procesadores Intel en sus dispositivos, además de incorporar conceptos como el ultrabook. Fue el responsable de la unidad de procesadores cuando se presentó el procesador Pentium en 1993. Fue sucedido por Brian Krzanich el 16 de mayo de 2013.